# I Wanna Be Down
I Wanna Be Down è un singolo della cantante statunitense Brandy, pubblicato nel 1994 come primo estratto dal primo album in studio Brandy.

## Descrizione
Prodotto da Keith Crouch e scritto dallo stesso insieme a Kipper Jones, il disco è stato pubblicato nel 1994 come singolo d'apertura dell'album di debutto dell'artista, Brandy. Il singolo ha raggiunto la prima posizione della classifica Hot R&B/Hip-Hop Songs di Billboard e è entrato nella top10 della Hot 100. Il singolo è stato anche certificato disco d'oro e ha avuto particolare successo anche in Oceania. Il remix della canzone ha fruttato a Brandy una nomination ai Grammy Awards come Best Rap Performance By A Duo Or A Group, mentre la versione originale ha vinto diversi altri premi.

## Video musicale
Il video musicale è stato diretto da Keith Ward e mostra la cantante alle prese con il ragazzo di cui è interessata. Brandy viene mostrata inizialmente sdraiata su un tappeto di velluto viola mentre esegue il brano parlando al telefono. In una scena successiva la cantante viene mostrata mentre si dondola su un'altalena in un cortile pieno di foglie secche, e in un'altra ancora mentre si trova seduta su una sedia all'interno di un edificio in legno abbandonato. La scena finale vede Brandy e molti altri giovani divertirsi davanti alle loro jeep parcheggiate nei pressi di un bosco. Il look di Brandy rispecchia la moda in voga tra gli adolescenti nei primi anni 1990, fatta di treccine, cappelli con visiera e gilet di jeans

### Remix
L'Atlantic Records, visto il successo della canzone, decise di produrre un altro video, stavolta per il remix del brano chiamato I Wanna Be Down (Human Rhythm Hip Hop remix), che vedeva la partecipazione delle rapper MC Lyte, Yo-Yo e Queen Latifah. Il video, diretto da Hype Williams, è molto più semplice di quello per la versione originale del brano, e vede le quattro artiste eseguire le loro strofe su uno sfondo neutro, bianco o nero a seconda delle scene. Le artiste sono vestite con abiti e cappelli oversize. Il video, parzialmente a colori e in bianco e nero, vede anche la partecipazione di un giovanissimo Ray J, fratello della cantante.

## Riconoscimenti
Il remix della canzone ha ricevuto una nomination ai Grammy Awards del 1996 nella categoria Best Rap Performance By A Duo Or A Group. Nello stesso anno Brandy ha ricevuto altre due nomination ai Grammy, una come Best New Artist e una come Best R&B Female Vocal Performance per Baby. Il video del remix ha ricevuto una nomination come miglior video rap agli MTV Video Music Awards del 1995, mentre altri due video di Brandy, Brokenhearted e Baby hanno preso una nomination rispettivamente per Miglior Fotografia e Miglior Coreografia. Il singolo ha trionfato ai Soul Train Music Awards del 1995 come Miglior brano R&B/Soul di un'artista femminile, mentre ai Soul Train Lady of Soul Music Awards del 1996 ha permesso a Brandy di portare a casa due premi, Best R&B/Single, Solo e Best R&B/Soul Song of The Year.

## Tracce
Germania/UK CD singolo (7567-85581-2)
1. "I Wanna Be Down" (LP edit) – 4:09
2. "I Wanna Be Down" (Human Rhythm Hip Hop remix feat. MC Lyte, Queen Latifah & Yo-Yo) – 4:15
3. "I Wanna Be Down" (LP version) – 4:53
4. "I Wanna Be Down" (cool out) – 5:13
5. "I Wanna Be Down" (a capella) – 4:32

UK ripubblicato singolo (7567-85618-2)
1. "I Wanna Be Down" (LP edit) – 4:09
2. "I Wanna Be Down" (LP version) – 4:53
3. "I Wanna Be Down" (cool out) – 5:13
4. "I Wanna Be Down" (a capella) – 4:32

## Successo commerciale
Il singolo ha raggiunto la prima posizione della classifica R&B statunitense durante la settimana del 22 ottobre 2004, rimanendovi per quattro settimane consecutive. Il singolo ha speso ben 38 settimane nella suddetta classifica, mentre ne ha spese 28 nella Hot 100, dove ha raggiunto la posizione numero 6 nel dicembre 1994.
La canzone è entrata anche nella top40 del Regno Unito, mentre in Oceania ha visto un successo maggiore. In Australia ha raggiunto la posizione numero 12, passando sei settimane in top20, e in Nuova Zelanda ha fatto di meglio, arrivando fino al numero 11.

## Classifiche
| Classifica (1994)               | Posizione massima |
| ------------------------------- | ----------------- |
| Australia                       | 12                |
| Nuova Zelanda                   | 11                |
| Regno Unito                     | 36                |
| Stati Uniti                     | 6                 |
| Stati Uniti (R&B/Hip-Hop Songs) | 1                 |